# Kampung Tanjong
Kampung Tanjong is een bestuurslaag in het regentschap Aceh Timur van de provincie Atjeh, Indonesië. Kampung Tanjong telt 995 inwoners (volkstelling 2010).